# Phyllanthus cedrelifolius
Phyllanthus cedrelifolius là một loài thực vật có hoa trong họ Diệp hạ châu. Loài này được Verdc. miêu tả khoa học đầu tiên năm 1924.